# Hagan
Hagan es un pueblo ubicado en el condado de Evans en el estado estadounidense de Georgia. En el censo de 2000, su población era de 898.

## Demografía
En el 2000 la renta per cápita promedia del hogar era de $26,852, y el ingreso promedio para una familia era de $30,500. El ingreso per cápita para la localidad era de $15,351. Los hombres tenían un ingreso per cápita de $30,139 contra $17,303 para las mujeres.

## Geografía
Hagan se encuentra ubicado en las coordenadas 32°9′19″N 81°55′55″O / 32.15528, -81.93194 (32.155286, -81.931872).
Según la Oficina del Censo, la localidad tiene un área total de 5,7 km² (2,2 mi²), de la cual 5,4 km² (2,1 mi²) es tierra y 0,3 km² (0 mi²) (5.00%) es agua.